# Pretties For You
Pretties For You es el primer álbum de la banda Alice Cooper. El primer sencillo de este álbum fue "Reflected", que sería reescrito como "Elected" para el disco Billion Dollar Babies de 1973. La portada del álbum es un dibujo de Ed Beardsley.

## Lista de canciones
Todas las canciones escritas y compuestas por Alice Cooper, Glen Buxton, Michael Bruce, Dennis Dunaway and Neal Smith.. 
| Lado 1 |                              |          |  |
| N.º    | Título                       | Duración |  |
| 1.     | «Titanic Overture»           | 1:12     |  |
| 2.     | «10 Minutes Before the Worm» | 1:39     |  |
| 3.     | «Sing Low, Sweet Cheerio»    | 5:42     |  |
| 4.     | «Today Mueller»              | 1:48     |  |
| 5.     | «Living»                     | 3:12     |  |
| 6.     | «Fields of Regret»           | 5:44     |  |

| Lado 2 |                       |          |  |
| N.º    | Título                | Duración |  |
| 7.     | «No Longer Umpire»    | 2:02     |  |
| 8.     | «Levity Ball»         | 4:39     |  |
| 9.     | «B.B. on Mars»        | 1:17     |  |
| 10.    | «Reflected»           | 3:17     |  |
| 11.    | «Apple Bush»          | 3:08     |  |
| 12.    | «Earwigs to Eternity» | 1:19     |  |
| 13.    | «Changing Arranging»  | 3:03     |  |

## Banda
- Alice Cooper – Voces
- Glen Buxton – Guitarras
- Michael Bruce – Guitarra rítmica, teclados, cantante principal en la pista 3.
- Dennis Dunaway – Bajo
- Neal Smith - Batería